# Verbandsgemeinde Grünstadt-Land

Lage der Verbandsgemeinde im Landkreis Bad Dürkheim

Die Verbandsgemeinde Grünstadt-Land war eine Gebietskörperschaft im Landkreis Bad Dürkheim (Rheinland-Pfalz). Der Verbandsgemeinde gehörten 16 eigenständige Ortsgemeinden an, der Verwaltungssitz war in der namensgebenden verbandsfreien Stadt Grünstadt. Diese lag inmitten der Verbandsgemeinde, ohne dass sie ihr angehörte.
Zum 1. Januar 2018 wurde die Verbandsgemeinde Grünstadt-Land aufgelöst, die zugehörenden Gemeinden wurden der neuen Verbandsgemeinde Leiningerland zugeordnet.

## Geographische Lage
Das Verwaltungsgebiet der Verbandsgemeinde lag im Nordosten der Pfalz (Vorderpfalz). Es erstreckte sich vom nordöstlichen Pfälzerwald im Westen über den Nordteil der Deutschen Weinstraße bei Grünstadt, die im Hügelland des pfälzischen Weinanbaugebiets verläuft, bis nach Dirmstein im Osten, wo die Rebenhänge in die Oberrheinische Tiefebene übergehen.

## Geologie
Die Verbandsgemeinde hatte Anteil an drei Landschaftstypen: Mittelgebirge, Grabenbruch und Tiefebene. Der Gebirgsanteil im Pfälzerwald mit seinen Randgebirgen Haardt und Leininger Sporn besteht überwiegend aus Buntsandstein, die ebenen Flächen sind von jungen fluviatilen Sedimenten bedeckt. Die gewaltige Senkungszone des Oberrheingrabens ist an der Erdoberfläche – außer am Grabenrand bei Battenberg und Bobenheim – nicht zu sehen, kann aber geophysikalisch bis in etwa 20 km Tiefe nachgewiesen werden.

## Verbandsangehörige Gemeinden
| Ortsgemeinde                    | Fläche (km²) | Einwohner |
| ------------------------------- | ------------ | --------- |
| Battenberg (Pfalz)              | 5,45         | 406       |
| Bissersheim                     | 2,57         | 447       |
| Bockenheim an der Weinstraße    | 11,24        | 2.157     |
| Dirmstein                       | 14,67        | 2.947     |
| Ebertsheim                      | 5,29         | 1.242     |
| Gerolsheim                      | 4,81         | 1.731     |
| Großkarlbach                    | 5,26         | 1.142     |
| Kindenheim                      | 8,96         | 1.021     |
| Kirchheim an der Weinstraße     | 8,98         | 1.905     |
| Kleinkarlbach                   | 2,70         | 881       |
| Laumersheim                     | 4,86         | 883       |
| Mertesheim                      | 2,20         | 420       |
| Neuleiningen                    | 9,07         | 804       |
| Obersülzen                      | 3,52         | 618       |
| Obrigheim                       | 10,81        | 2.605     |
| Quirnheim                       | 4,45         | 772       |
| Verbandsgemeinde Grünstadt-Land | 104,86       | 19.981    |

(Einwohner am 31. Dezember 2015)

## Geschichte
Die Verbandsgemeinde Grünstadt-Land bildete zusammen mit der Stadt Grünstadt und der Verbandsgemeinde Hettenleidelheim den größten Teil des historischen Leiningerlandes. Die Verbandsgemeinde entstand auf der Grundlage des Dreizehnten Landesgesetzes über die Verwaltungsvereinfachung im Lande Rheinland-Pfalz vom 1. März 1972, das am 22. April 1972 in Kraft trat. Bis dahin existierten die aus der bayerischen Pfalz (1816–1946) stammenden Verwaltungsstrukturen. Bei der Verwaltungsreform von 1972 behielten die Ortsgemeinden ihre politische Selbstständigkeit.
Am 24. Februar 2016 beschloss der Landtag Rheinland-Pfalz in seiner letzten Plenarsitzung vor der Landtagswahl ein Gesetz, nach dem die Verbandsgemeinden Grünstadt-Land und Hettenleidelheim mit Wirkung vom 1. Januar 2018 zur neuen Verbandsgemeinde Leiningerland fusionieren konnten.

## Bevölkerungsentwicklung
Die Entwicklung der Einwohnerzahl bezogen auf das Gebiet der Verbandsgemeinde Grünstadt-Land zum Zeitpunkt ihrer Auflösung; die Werte von 1871 bis 1987 beruhen auf Volkszählungen:
| Jahr | Einwohner |
| 1815 | 11.864    |
| 1835 | 14.226    |
| 1871 | 12.532    |
| 1905 | 13.039    |
| 1939 | 13.601    |
| 1950 | 16.262    |

| Jahr | Einwohner |
| 1961 | 16.622    |
| 1970 | 16.885    |
| 1987 | 17.364    |
| 1997 | 19.568    |
| 2005 | 20.388    |
| 2015 | 19.981    |

## Politik

### Verbandsgemeinderat
Der Verbandsgemeinderat Grünstadt-Land bestand aus 32 ehrenamtlichen Ratsmitgliedern, die bei der Kommunalwahl am 25. Mai 2014 in einer personalisierten Verhältniswahl gewählt wurden, und dem hauptamtlichen Bürgermeister als Vorsitzendem. Von 2004 bis 2014, als die Einwohnerzahl über 20.000 betrug, gehörten dem Verbandsgemeinderat 36 Ratsmitglieder an.
Sitzverteilung im Verbandsgemeinderat:
| Wahl | SPD | CDU | GRÜNE | FDP | FWG | Gesamt   |
| ---- | --- | --- | ----- | --- | --- | -------- |
| 2014 | 11  | 10  | 2     | 1   | 8   | 32 Sitze |
| 2009 | 12  | 10  | 2     | 3   | 9   | 36 Sitze |
| 2004 | 12  | 12  | 2     | 2   | 8   | 36 Sitze |
| 1999 | 13  | 11  | 1     | 1   | 6   | 32 Sitze |

- FWG = Freie Wählergruppe Grünstadt-Land e. V.

### Verwaltungsspitze
Letzter Bürgermeister war Reinhold Niederhöfer (SPD), der in der Wahl vom 13. Juni 2010 mit 56,4 % der Stimmen auf acht Jahre gewählt wurde.
Seine Vorgänger waren Dieter Emmer (1972–1984), Werner Beyer (1984–1995) und Eugen Ackermann (1996–2010), alle ebenfalls SPD.

### Wappen
Das 1973 geschaffene Wappen geht auf Entwürfe des Kleinkarlbacher Heimatforschers Wolfgang Niederhöfer (1932–2017) zurück. Es ist in vier Segmente geteilt bzw. gespalten. Drei davon geben Auskunft über die regionalen Herrschaftsverhältnisse vom Mittelalter bis in die Gegenwart: Rechts oben auf blauem Grund symbolisiert ein nach rechts gewendeter silberner Adler mit roter Bewehrung das Leininger Adelsgeschlecht, links oben auf schwarzem Grund steht, nach rechts gewendet und ebenfalls rot bewehrt, der goldene Löwe der Pfalz (ohne die Kurkrone) als Zeichen der Zugehörigkeit zum Bezirksverband Pfalz, rechts unten liegt diagonal auf schwarzem Grund, mit der Spitze nach rechts oben zeigend, der silberne Schlüssel des Bistums Worms. Links unten auf blauem Grund ist der Haupterwerbszweig zusammen mit der geographischen Lage der Verbandsgemeinde und ihrer Struktur verschlüsselt: Eine goldene Weintraube mit zwei Blättern und 16 Beeren zeigt an, dass die Verbandsgemeinde in den beiden fruchtbaren Talauen von Eck- und Eisbach lag und 16 Weinbau betreibende Gemeinden umfasste.